# Guanaja
Guanaja ist eine Insel der Islas de la Bahía in der Karibik. Sie liegt etwa 100 km vor der Küste von Honduras, westlich liegt die Nachbarinsel Roatán. Guanaja vorgelagert sind mehrere kleine, auf einem Korallenriff liegende Cays. Auf dem Cay Bonacca wohnt mehr als die Hälfte der Einwohner von Guanaja. Das Eiland ist ungefähr 20 km lang und die höchste Erhebung 400 m hoch.
Nach der Volkszählung von 2001 hatte die Insel 4.535 Einwohner.

## Verkehr
Auf der Insel gab es lange Zeit keine Straßen, Boote waren die wichtigsten Verkehrsmittel. Seit einigen Jahren gibt es eine Straße von Savannah Bight über Mitch nach Mangrove Bight. Sie liegt im östlichen Teil der Insel. Der Großteil des Verkehrs wird jedoch nach wie vor per Schiff abgewickelt. Der Flughafen Guanaja verbindet die Insel mit anderen Teilen von Honduras.

## Geschichte
Die Insel wurde urspürnglich von den Paya bewohnt, die heute als ausgestorben gelten.
Die Insel wurde von Christoph Kolumbus am 30. Juli 1502 während seiner vierten Reise betreten. Der Seefahrer ging an Soldadao Beach auf der Inselnordseite an Land. Er nannte die Insel Isla de Pinos. In den 1520er Jahren wurde auf der Nordseite der Insel die ersten spanischen Siedlungen angelegt. Seit den 1560er Jahren wurden Englische Piraten zu einer Plage. Sie nutzten die Bay Islands, um Proviant aufzunehmen. 1650 siedelten die Spanier die gesamte Bevölkerung um. 
Auf der Insel leben vor allem Nachfahren der seit 1838 eingewanderten, englischsprachigen Kreolen von den Kaimaninseln (negros ingleses). 
1998 wurde die Insel durch den Hurrikan Mitch stark in Mitleidenschaft gezogen.

## Tourismus
Taucher lieben die große Korallenvielfalt rund um Guanaja. Das kristallklare warme Wasser und spektakuläre, farbige, Wände, kleine Canyons und Höhlen ergänzen das Taucherlebnis. Man kann regelmäßig große Barsche, Muränen, Schildkröten, Rochen und in den Frühlingsmonaten hin und wieder einen Walhai beobachten.